# Upeneus quadrilineatus
Upeneus quadrilineatus (Cheng & Wang, 1963) è un pesce della famiglia Mullidae.

## Descrizione
Può raggiungere una lunghezza di poco superiore ai 15 cm.

## Distribuzione e habitat
Vive nell'Oceano Pacifico occidentale, al largo delle coste cinesi, giapponesi e indonesiane. Si rileva una sua sporadica presenza anche in limitate aree dell'Oceano Indiano.